# Lễ hội Roma thế giới

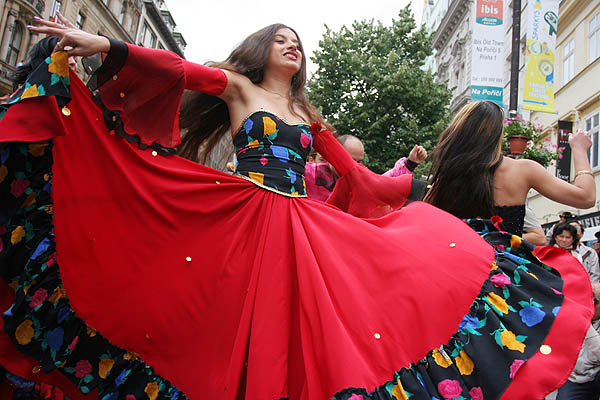
Hình ảnh các vũ công đang nhảy tại lễ hội năm 2007

Lễ hội Roma thế giới hay Khamoro (tiếng Anh: World Roma Festival) là một lễ hội quốc tế người Digan được tổ chức tại thành phố Praha, Cộng hòa Séc. Lễ hội này thuộc về dự án Roma (Roma projects) với các nhạc công hàng đầu của Roma projects biểu diễn. Lễ hội kéo dài 5 ngày, được tổ chức vào tháng 5 hàng năm trên các đường phố của Praha và tại một số câu lạc bộ của thành phố. Lễ hội được chia thành ba phần: Phần Chuyên gia (Expert Section), gồm: các cuộc hội thảo, Phần Văn hóa (Culture Section), bao gồm: âm nhạc, khiêu vũ và diễu hành, và Phần Truyền thông (Media Section): cung cấp thông tin về lễ hội.